# Santa Catalina la Tinta
Santa Catalina la Tinta est une ville du Guatemala.